# Jiu (Fluss)
Der Jiu (Ausspracheⓘ; deutsch Schil oder Schiel; ungarisch Zsil; lateinisch Rabon) ist ein linker Nebenfluss der Donau im Süden Rumäniens.
Der Fluss entsteht südlich der Kleinstadt Aninoasa aus dem Jiul de Vest (Westlicher Schil) und dem Jiul de Est (Östlicher Schil). Der Jiul de Vest entspringt zwischen Retezat- und Vâlcan-Gebirge, der Jiul de Est an der Grenze zwischen Parâng- und Șureanu-Gebirge. Nach der Vereinigung fließt er überwiegend in Richtung Süden durch die Getische Hochebene bzw. die Kreise Hunedoara, Gorj und Dolj, bevor er in der Walachischen Tiefebene in die Donau mündet. Der Fluss hat eine Länge (nach unterschiedlichen Angaben) von 339 Kilometer, oder 348 Kilometer und ein Einzugsgebiet von 10.080 km² oder 10.469 km² und (kurz von seiner Mündung in der Donau) eine Wasserführung von 94 m³/s.
Kurz vor dem Zusammenfluss beider Schils überquert der Drum național 66 den Jiul de Vest.

Für die geschichtliche und wirtschaftliche (Bergbau) Bedeutung des Jiu-Tals siehe Petroșani.

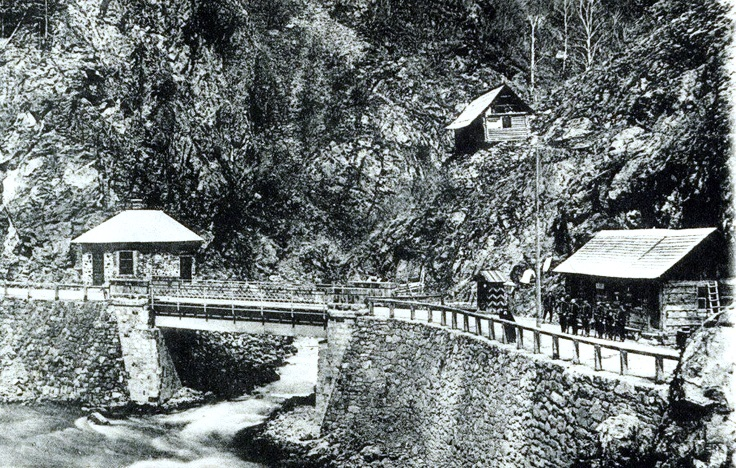
Grenzübergang zwischen Rumänien und Österreich-Ungarn an der Jiu-Schlucht (ca. 1914)